# Валя-Букурулуй
Валя-Букурулуй (рум. Valea Bucurului) — село у повіті Алба в Румунії. Входить до складу комуни Понор.
Село розташоване на відстані 298 км на північний захід від Бухареста, 31 км на північний захід від Алба-Юлії, 53 км на південь від Клуж-Напоки.

## Населення
За даними перепису населення 2002 року у селі проживали 68 осіб, усі — румуни. Усі жителі села рідною мовою назвали румунську.